# Cinéma d'Afrique australe

Le territoire de l'Afrique australe selon l'ONU.

Le cinéma d'Afrique centrale désigne l'art et l'industrie cinématographique, et par extension les films produits et réalisés en Afrique australe et/ou par ses ressortissants.
Il regroupe les films produits dans les pays suivants : l'Afrique du Sud, l'Angola, le Botswana, les Comores, les pays enclavés d'Eswatini (ex-Swaziland) et du Lesotho, l'état insulaire de Madagascar, le Malawi, l'état insulaire de Maurice, la Mozambique, la Namibie, la Zambie et le Zimbabwe. Cette région est dominée par les cinémas anglophones ou afrikaans, au premier rang desquels l'Afrique du Sud, mais aussi la Zambie, le Zimbabwe ou la Namibie. L'Angola et le Mozambique produisent des films en grande partie en langue portugaise tandis que les îles de Maurice et de Madagascar produisent des films francophones entre autres langues.